# Вовк і семеро козенят (опера Компанійця)
«Вовк і семеро козенят» — українська дитяча опера на 6 картин. Створена 1939 року. Композитор — Григорій Компанієць. Автор лібрето (українською) — Марія Пригара.
Друга редакція, прем'єра по радіо — 20 листопада 1950, Київ.
Нова інструментація — В. І. Якубек, прем'єра — липень 1954, Коломия, силами учнів музичного училища.

## Естонський переклад
Переклад естонською (ест. Hunt ja seitse kitsetalle) здійснив Елар Куус, інструментація — Ф. Краузе, 2 дії (5 картин), прем'єра — 12 березня 1950, Тарту, театр Ванемуйне.
Нова інструментація — В. Віру, прем'єра — 11 лютого 1962, Тарту, театр Ванемуйне.